# تیلورزویل (ایندیانا)
تیلورزویل (به انگلیسی: Taylorsville) یک منطقهٔ مسکونی در ایالات متحده آمریکا است که در شهرستان بارتولما، ایندیانا واقع شده‌است. تیلورزویل ۲٫۷ کیلومتر مربع مساحت و ۹۱۹ نفر جمعیت دارد و ۱۹۹ متر بالاتر از سطح دریا واقع شده‌است.